# UH-60 Black Hawk
Sikorsky UH-60 Black Hawk este un elicopter american multi-scop. Introdus în Armata Statelor Unite, înlocuind elicopterul Bell UH-1 Iroquois. Testele de zbor experimentale au fost finalizate în 1974, iar 1976 elicopterul a câștigat competiția pentru furnizare în Armata Statelor Unite. Până în 1985, US Army a achiziționat mai mult de 300 de elicoptere UH-60. Până în prezent (2012) au fost construite peste 4.000 de elicoptere.
Prin instalarea pilonilor suplimentari poate fi echipat cu rachte AGM-114 Hellfire, precum și cu rezervoare suplimentare de combustibil pentru zborurile pe distanțe lungi. De asemenea, în fața compartimentului de marfă pot fi montate mitralierele M240 și М134.

## Caracteristici tehnice
- Echipaj: 2 piloți (echipaj de zbor) și 2 șefi de zbor/tunari
- Capacitate pasageri: 11 sau 6 soldați bolnavi la pat
- Lungime: 19.76 m
- Lungimea fuzelajului: 2.36 m
- Lungimea rotorului: 16.36 m
- Înǎlțime: 5.13 m
- Ampatament: 8.83 m
- Masă minimă (gol): 4,819 kg
- Masă maximă: 10,660 kg
- Puterea motorului: 2 × General Electric T700, 1,890 hp (1,410 kW) fiecare

## Performanțe
- Viteză maximă admisă: 361 km/h[3]
- Viteză maximă: 296 km/h
- Viteză de croazieră: 278 km/h
- Autonomie: 2,220 km
- Plafon: 5,790 m
- Rată de urcare: 4.5 m/s
- Disc de încărcare: 35.4 kg/m²
- Putere-greutate: 158 W/kg[4]

## Operatori
- Arabia Saudită
- Australia
- Austria
- Bahrain
- Brazilia
- China

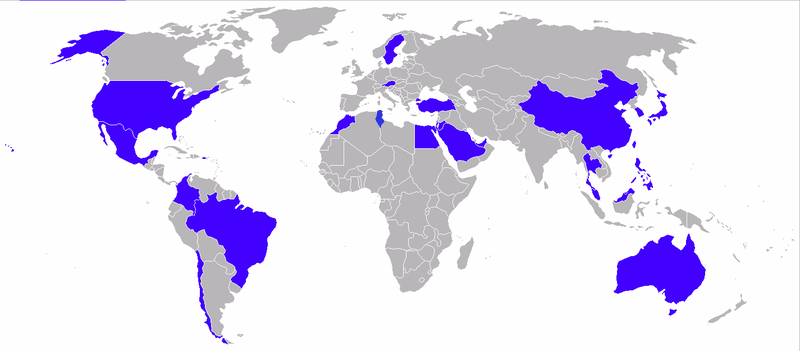
Harta operatorilor militari ai elicopterului Sikorsky UH-60 Black Hawk

- Taiwan - 77 de elicoptere, de toate variantele
- Columbia - 73 de elicoptere, de toate variantele[5]
- Coreea de Sud - 140 de elicoptere, de toate variantele[6]
- Chile
- Egipt
- Emiratele Arabe Unite
- Filipine
- Iordania
- Israel
- Japonia - 58 de elicptere, de toate variantele + 178 de Mitsubishi H-60 (variantă proprie fabricată sub licență)[6]
- Malaysia
- Maroc
- Mexic
- Suedia
- Thailanda
- Turcia - 176 de elicoptere, de toate variantele[7]
- Tunisia - 12 elicoptere
- Statele Unite ale Americii - 1,471 elicoptere de toate variantele, dintre care 1,349 UH-60

## Aeronave similare
- Eurocopter AS532 Cougar
- NHIndustries NH90
- AgustaWestland AW149
- KAI Surion